# Arco de Asunción
El arco de Asunción es un alto de basamento en Paraguay y áreas cercanas de Argentina que conforma el límite occidental moderno de la cuenca sedimentaria del Paraná. Se cree que el arco de Asunción es un abultamiento (forebulge) que se desarrolló como resultado de la acumulación de material en Bolivia y el noroeste argentino durante la orogenia andina en la Era Cenozoica.
A lo largo de Paraguay, el arco de Asunción tiene una dirección norte-sur paralela al río Paraguay. Al sur de Paraguay, el arco corre en dirección S-SW y no se puede rastrear más al sur que hasta la provincia de Corrientes. Una segunda rama más plana y más ancha del arco de Asunción corre desde el sur de Paraguay hacia el SE y se une con el arco del Río Grande en Brasil.